# مسافر جنوب
مسافر جنوب فیلمی به کارگردانی و نویسندگی پرویز شهبازی محصول سال ۱۳۷۵ است. این فیلم در بیش از ۴۰ جشنواره به نمایش درآمد و توجه جهانی را برای شهبازی در پی داشت.

## بازیگران
- رضا مقدم
- قمر نصیری جوزانی

## جوایز و نامزدی‌ها
- برنده سیمرغ بلورین بهترین فیلم اول از جشنواره بین‌المللی فیلم فجر (ایران، ۱۳۷۵)
- جایزه پروانه زرین از جشنواره بین‌المللی فیلم کودک و نوجوان اصفهان (ایران، ۱۹۹۶)
- جایزه بهترین فیلم از جشنواره بین‌المللی فیلم توکیو (ژاپن، ۱۹۹۷)
- جایزه ویژه هیئت داوران از جشنواره بین‌المللی فیلم تورین (ایتالیا، ۱۹۹۷)
- جایزه فدراسیون بین‌المللی منتقدان فیلم (FIPRESCI) از جشنواره بین‌المللی فیلم بوسان (کره جنوبی، ۱۹۹۷)
- جایزه بهترین فیلم از جشنواره فیلم مؤلف بلگراد (صربستان، ۱۹۹۷)
- جایزه بهترین فیلم از جشنواره فیلم اَنونه (فرانسه، ۱۹۹۸)
- جایزه بهترین فیلم از جشنواره فیلم سینه کوئست سان خوزه (آمریکا، ۱۹۹۹)
- نامزد دریافت جایزه بهترین فیلم از جشنواره فیلم مولودیست (اوکراین، ۱۹۹۸)
- نامزد دریافت جایزه بهترین فیلم از جشنواره فیلم تورین (۱۹۹۷)